# Eileen Betsy Tranmer
Eileen Betsy Tranmer (5 de maig de 1910 - 26 de setembre de 1983) va ser una música i jugadora d'escacs anglesa que tenia el títol de Mestra Internacional Femenina des de 1950. Va ser quatre vegades guanyadora del campionat femení britànic d'escacs (1947, 1949, 1953, 1961).

## Biografia
Des de finals de la dècada de 1940 fins a principis de la dècada de 1960, va ser una de les principals jugadores d'escacs d'Anglaterra. Eileen Betsy Tranmer va guanyar quatre vegades els campionats britànics d'escacs femenins, els anys 1947, 1949, 1953 i 1961. L'any 1950, Tranmer va participar al Campionat del Món d'escacs femení a Moscou on va compartir el 5è-7è lloc. El 1952, va participar al Torneig de Candidates del Campionat del Món d'Escacs Femení a Moscou i va ocupar el 7è lloc. El 1950 va rebre el títol de Mestra Internacional Femenina de la FIDE (WIM).
El 20 de juny de 1946 Tranmer va jugar (i va perdre) un matx d'"escacs per ràdio" contra la jugadora d'escacs russa Valentina Byelova. Tranmer va ser una de les dues dones que formaven part d'un equip britànic de dotze membres que va jugar en un torneig d'escacs per ràdio de quatre dies. L'equip britànic va jugar des de Londres mentre que l'equip soviètic jugava des de Moscou.
Va guanyar el Torneig Internacional d'Escacs Femenins de Barcelona de 1949, per damunt de Chantal Chaudé de Silans.
Eileen Betsy Tranmer va jugar representant Anglaterra a les Olimpíades d'escacs femenines:
- L'any 1957, al segon tauler de la 1a Olimpíada d'escacs (femenina) a Emmen (+3, =8, -3).

A més de participar en tornejos d'escacs, Eileen Betsy Tranmer també va ser una destacada clarinetista. El març de 1940, va fer concerts amb l'Orquestra Escocesa. Des de 1950 va treballar amb la Sadler's Wells Orchestra juntament amb una altra clarinetista britànica, Thea King.